# Cách mạng Ai Cập 2011
Cách mạng Ai Cập năm 2011, hay còn được gọi là Cách mạng ngày 25 tháng 1 (tiếng Ả Rập: ثورة ٢٥ يناير, Thawrat khamsa wa-ʿišrūn yanāyir), bắt đầu vào ngày 25 tháng 1 năm 2011 và lan rộng khắp Ai Cập, là một loạt các cuộc biểu tình và phản đối ngoài đường phố và các hành vi bất tuân dân sự chống nền chính trị cánh tả và chính quyền dân chủ xã hội đã diễn ra tại Ai Cập khiến phe cánh tả bị hạ bệ kể từ ngày 25 tháng 1 năm 2011. Ngày này được nhiều nhóm thanh niên đặt ra trùng với "Ngày lễ cảnh sát" hàng năm của Ai Cập như một lời tuyên bố chống lại sự tàn bạo ngày càng tăng của cảnh sát trong vài năm cuối nhiệm kỳ tổng thống của Hosni Mubarak.  Cuộc cách mạng bao gồm các cuộc biểu tình, tuần hành, chiếm đóng các quảng trường, phản kháng dân sự bất bạo động, các hành động bất tuân dân sự và đình công. Làn sóng biểu tình và phản đối và bạo động ở Ai Cập được đánh giá là được tiếp sức từ "cách mạng hoa nhài" ở Tunisia, nơi lần đầu tiên một tổng thống Ả rập bị lật đổ bởi sức mạnh của nhân dân. Ngày 11 tháng 2, Tổng thống Ai Cập Hosni Mubarak từ chức và chuyển quyền cho Hội đồng Quân lực Cao cấp vì các cuộc biểu tình nhất định. Tuy các cuộc biểu tình hạn chế đã xảy ra nhiều lần về trước, kỳ này lớn hơn cuộc biểu tình nào tại Ai Cập sau Náo loạn bánh mì năm 1977. Với hàng triệu người từ nhiều tình trạng kinh tế xã hội và tôn giáo tham gia các cuộc biểu tình, Ai Cập chưa bao giờ có nổi loạn nhất trí bằng kỳ này. Các cuộc đụng độ bạo lực giữa lực lượng an ninh và người biểu tình đã khiến ít nhất 846 người thiệt mạng và hơn 6.000 người bị thương. Những người biểu tình đã trả đũa bằng cách đốt hơn 90 đồn cảnh sát trên khắp đất nước.
Những bất bình của người biểu tình Ai Cập tập trung vào các vấn đề pháp lý và chính trị, bao gồm sự tàn bạo của cảnh sát, luật tình trạng khẩn cấp, thiếu tự do chính trị, tự do dân sự, tự do ngôn luận, tham nhũng, tỷ lệ thất nghiệp cao, lương thực - lạm phát giá và tiền lương thấp. Yêu cầu chính của những người biểu tình là sự kết thúc của chế độ Mubarak. Các cuộc đình công của các liên đoàn lao động đã làm tăng thêm áp lực lên các quan chức chính phủ. Trong suốt cuộc nổi dậy, thủ đô Cairo được mô tả là "vùng chiến sự" và thành phố cảng Suez thường xuyên xảy ra các cuộc đụng độ bạo lực. Những người biểu tình đã bất chấp lệnh giới nghiêm do chính phủ áp đặt, mà cảnh sát và quân đội không thể thực thi trong bất kỳ trường hợp nào. Lực lượng An ninh Trung tâm của Ai Cập, trung thành với Mubarak, dần bị thay thế bằng quân đội. Trong sự hỗn loạn, đã xảy ra nhiều vụ cướp bóc bởi những kẻ bạo loạn do các sĩ quan cảnh sát mặc thường phục xúi giục, theo các nguồn tin đối lập. Để đáp lại, các nhóm canh gác được tổ chức bởi những người cảnh giác dân sự để bảo vệ khu vực lân cận của họ.
Vào ngày 11 tháng 2 năm 2011, Phó Tổng thống Omar Suleiman thông báo rằng Mubarak từ chức tổng thống, chuyển giao quyền lực cho Hội đồng tối cao của các lực lượng vũ trang (SCAF). Chính quyền quân sự, do nguyên thủ Mohamed Hussein Tantawi đứng đầu, vào ngày 13 tháng 2 tuyên bố rằng hiến pháp bị đình chỉ, cả hai viện của quốc hội giải tán và quân đội sẽ cầm quyền trong sáu tháng cho đến khi cuộc bầu cử có thể được tổ chức. Nội các trước đó, bao gồm cả Thủ tướng Ahmed Shafik, sẽ hoạt động như một chính phủ chăm sóc cho đến khi thành lập một chính phủ mới.
Sau cuộc cách mạng chống lại Mubarak và thời kỳ cai trị của Hội đồng tối cao các lực lượng vũ trang, Tổ chức Anh em Hồi giáo nắm quyền ở Ai Cập thông qua một loạt các cuộc bầu cử phổ thông, trong đó người dân Ai Cập bầu Mohamed Morsi làm tổng thống vào tháng 6 năm 2012, sau khi thắng cử. hơn Ahmed Shafik. Tuy nhiên, chính phủ Morsi vấp phải sự phản đối dữ dội sau nỗ lực của ông này nhằm thông qua hiến pháp nghiêng về Hồi giáo. Morsi cũng ban hành một sắc lệnh tạm thời của tổng thống nhằm nâng cao các quyết định của ông về việc xem xét tư pháp để cho phép thông qua hiến pháp. [36] Nó đã gây ra sự phẫn nộ chung từ những người theo chủ nghĩa thế tục và các thành viên của quân đội, và các cuộc biểu tình quần chúng đã nổ ra chống lại sự cai trị của ông vào ngày 28 tháng 6 năm 2013. Ngày 3 tháng 7 cùng năm, Morsi bị lật đổ bởi một cuộc đảo chính do Bộ trưởng Quốc phòng, Tướng Abdel Fattah El-Sisi, khi hàng triệu người Ai Cập xuống đường ủng hộ cuộc bầu cử sớm. El-Sisi tiếp tục trở thành tổng thống của Ai Cập sau một cuộc bầu cử vào năm 2014 bị các đảng đối lập tẩy chay.

## Diễn biến
Biểu tình nổ ra từ ngày 25 tháng 1, là cuộc biểu tình lớn nhất ở Ai Cập kể từ năm 1977, bốn năm sau khi ông Hosni Mubarak lên nắm quyền tổng thống Ai Cập. Người biểu tình phản đối tổng thống và đòi bộ trưởng nội vụ từ chức bởi cho rằng lực lượng an ninh quá mạnh tay; thiếu bầu cử tự do, thất nghiệp, mong muốn nâng cao mức lương tối thiểu, thiếu nhà ở, lạm phát thực phẩm, tham nhũng, thiếu tự do ngôn luận, và điều kiện sống của người nghèo.
Biểu tình diễn ra khắp Ai Cập, trong khi chính quyền Ai Cập cúp các dịch vụ Internet và SMS toàn quốc. Ngày 28 tháng Giêng năm 2011, Thủ đô Cairo của Ai Cập bị rung chuyển bởi các cuộc biểu tình mấy ngày qua.
Sáng 29 tháng 1, ông Mubarak đã sa thải Nội các, tuyên bố sẽ thành lập một chính phủ mới để thúc đẩy cải cách trong bối cảnh làn sóng biểu tình đường phố tiếp tục leo thang kêu gọi ông từ chức sau 30 năm cầm quyền. Tuy nhiên, ông Mubarak tuyên bố quyết không từ chức trong khi báo chí đưa tin các cuộc đụng độ giữa người biểu tình và cảnh sát tại Ai Cập đã khiến ít nhất 20 người thiệt mạng và hơn 1.000 người bị thương. Trong khi đó, bất chấp lệnh giới nghiêm ban hành tối hôm qua, người biểu tình Ai Cập tiếp tục đốt phá các tòa nhà tại Cairo và chính quyền đã cho bố trí nhiều xe tăng. Hàng chục nghìn người vẫn tụ tập trên các đường phố ở thủ đô Cairo, thành phố Alexandria và Suez - "tâm chấn" của các cuộc biểu tình đã kéo dài 4 ngày.
Các lực lượng an ninh Ai Cập đã bắn lựu đạn cay và đạn có đầu bọc cao su vào người biểu tình chống chính phủ ở trung tâm Cairo. Nhiều xe cảnh sát trang bị vòi rồng đã đậu dọc theo các đường chính ở Cairo, nơi người biểu tình dự kiến sẽ tụ tập.
Tại nhiều nơi trong thành phố có nhiều đám cháy lớn, trong đó có một số tòa nhà chính phủ; và có người còn nghe cả tiếng súng trên đường phố. Trụ sở của đảng Dân chủ Quốc gia đang cầm quyền là một trong những nơi bị đốt. "Tôi hiểu những nhu cầu chính đáng và lo lắng của nhân dân. Tôi yêu cầu chính phủ phải từ chức trong ngày hôm nay. Tôi sẽ thành lập một chính phủ mới ngay vào ngày mai", ông Mubarak tuyên bố ngắn gọn vào rạng sáng ngày 29 tháng 1. "Tôi sẽ vì nhân dân phục vụ hàng ngày", ông Mubarak nói. "Song dù chúng ta đang phải đối mặt với bất kỳ vấn đề gì, cũng không thể biện minh cho bạo lực và vô luật pháp". Đây là tuyên bố đầu tiên của ông Mubarak kể từ khi làn sóng biểu tình phản đối chính phủ bắt đầu khiến ít nhất 26 người chết và hàng trăm người bị thương, BBC cho biết. Theo Bộ Nội vụ Ai Cập, mới chỉ có sáu người thiệt mạng trong các cuộc đụng độ.
...... Mohamed ElBaradei cho rằng các cuộc phản đối nên tranh đua với các cuộc biểu tình ở Tunisia mang kết quả lật đổ tổng thống.

## Sự kiện
- Ngày 3 tháng 2, trả lời phỏng vấn đầu tiên, Tổng thống Ai Cập ông nói rằng ông đã "chán ngấy" quyền lực nhưng sợ ra đi sẽ gây xáo trộn.
- Ngày 11 tháng 2 (giờ Ai Cập), ông tuyên bố từ chức.

## Phản ứng của thế giới
- Tổng thư ký Liên Hợp Quốc, ông Ban Ki-Moon nói rằng Ai Cập nay cần tổ chức cuộc bầu cử tự do và công bằng.
- Thủ tướng Đức, bà Angela Merkel nói với báo chí rằng đây là "một chuyển biến lịch sử". Bà bày tỏ sự vui mừng "cùng người dân Ai Cập" đang hạnh phúc với tin vui trên đường phố.
- Thủ tướng Anh, ông David Cameron thì tỏ ra thận trọng hơn với phát biểu rằng "đây chỉ mới là bước đi đầu tiên".
- Trưởng đại diện ngoại giao Liên Hiệp châu Âu, bà Catherine Ashton nói rằng nay là lúc "cuộc đối thoại tại Ai Cập cần tăng tốc, đi đến chỗ có một chính phủ đa thành phần, tôn trọng nguyện vọng của người dân và đảm bảo ổn định cho đất nước". Trước đó, EU bị phê là phản ứng chậm hơn nhiều so với Hoa Kỳ về chuyện đánh giá và lên tiếng về tình hình Ai Cập.
- Tờ China Daily, cơ quan ngôn luận của Đảng Cộng sản Trung Quốc, nói nước ngoài không được can thiệp vào chuyện nội bộ của Ai Cập.